# 3D Tic Tac Toe
3D Tic Tac Toe is een computerspel dat werd ontwikkeld door Cees Kramer van Radarsoft. Het spel kwam in 1984 uit voor de Commodore 64. Het spel bevat vier boven elkaar gelegen borden ter grootte van 4x4 en de bedoeling is vier op een rij te halen. 